# Engelbert Strauss
Podjetje engelbert strauss GmbH & Co. KG, ki ima sedež v Biebergemündu blizu Frankfurta na Majni, je nemški proizvajalec, trgovec, ki se ukvarja s kataloško prodajo in trgovec na drobno, ki prodaja delovna oblačila, delovno obutev in osebno zaščitno opremo. 

## Podjetje

### Zgodovina
Na začetku so August Strauss in njegova dva sinova, od katerih je bil en Engelbert (*1908), po dolgem in počez prepotovali Nemčijo. Trgovali so z metlami in krtačami, ki so bile izdelane v Spessartu – v Besenkasslu.
Po drugi svetovni vojni, leta 1948 je Engelbert Strauss nadaljeval s tradicijo družinskega trgovanja in ustanovil podjetje, ki je nosilo njegovo ime. Razširil je ponudbo izdelkov, da je vključevala zaščitna delovna oblačila. Rokavice so bile med prvimi izdelki in še danes imajo osrednjo vlogo v ponudbi podjetja.
V 60. letih 20. stoletja je podjetje začelo s pošiljanjem izdelkov po pošti in leta 1973 s kataloško prodajo. Izbiro izdelkov so postopoma razširili na oblačila in obutev. Leta 1994 je bila na sedežu podjetja v Biebergemündu blizu Frankfurta na Majni zgrajena nova stavba z logističnim centrom na kar 40000 m2. Leta 2000 je bila stavba razširjena in leta 2005 se je njena velikost podvojila. Naslednjo razširitev je stavba doživela leta 2008. 
Glavna trgovina podjetja s sedežem podjetja, mnogimi pisarnami in vadbenimi sobami na 50000 m2 je bila zgrajena leta 2015 Biebergemündu.   
Podjetje je leta 2017 zgradilo nov poslovni in logistični center. Cilj tovarne skupnostne industrije v Schlüchternu je razširitev palete individualne opreme.

### Vodstvo
Tretje in četrte Generacije, da vodijo družinsko podjetje danes. Engelberts sin Norbert Strauss s svojo dva sinova Steffen in Henning Strauss, so generalni Direktor. Podjetje zaposluje skoraj 1.200 zaposlenih.

### Lokacije
Od začetka 1990-ih let, podjetje ima sedež v Biebergemünd / Frankfurt na Glavni. 1996 razširili Engelbert Strauss in je odprl prvo hčerinsko podjetje v Linz/Avstrija. Po ustanovitvi drugega hčerinskega podjetja v Angliji leta 2002, sledijo več, Nizozemska, Belgija, Švica, češka, Švedska in Danska.

### Nagrade
Med vsemi srednje velikimi podjetji v Nemčiji je bil engelbert strauss razglašen za najboljšega delodajalca leta 2017 v kategoriji »Oblačila, obutev in športna oprema«. Poleg tega je podjetje prejelo nagrado za najbolj popularno družinsko podjetje v kategoriji tekstilnih podjetij.
Leta 2015 je podjetje prejelo nagrado German Logistics Prize in leta 2016 nagrado European Logistics Prize.

## Paleta izdelkov
Osrednja ponudba zajema delovna oblačila, odsevna oblačila, delovno obutev, rokavice in ostala osebna zaščitna oblačila, industrijske predmete, orodja in pisarniški material. Že 30 let z vezenjem, tiskom ali lasersko gravuro engelbert strauss opremlja oblačila z logotipi podjetij. Fotografije izdelkov in reklame so bile posnete v Los Angelesu.

## Prodaja
Podjetje ima štiri specializirane trgovine z delovnimi oblačili, tako imenovane workwearstores®. Prva trgovina je bila odprta v Hockenheimu (dežela Baden-Württemberg) leta 2010 , sledile so ji leta 2012 trgovina v Bergkirchnu (na Bavarskem) , leta 2014 glavna trgovina na sedežu podjetja v Biebergemündu (dežela Hessen)  in jeseni 2016 trgovina v Oberhausnu (dežela Nord Rhine-Westphalia) . Trgovine z delovnimi oblačili - workwearstores® predstavljajo izdelke na ustvarjalen način s tonom, ki ga dajejo edinstveni dizajnerski elementi. 
Leta 1998 je podjetje postavilo svojo prvo internetno trgovino. Danes v njej najdete celotno paleto izdelkov ter različne kombinacije in informacije o različnih izdelkih.

## Proizvodnja
Trenutno so naši izdelki proizvedeni v 27 državah po svetu, v Evropi, Aziji in Afriki. Večino izdelkov proizvedejo partnerske družbe v Aziji in nekateri izmed proizvodnih obratov tam proizvajajo izdelke izključno za nas.

## Odgovornost podjetja
S programom monitoringa engelbert strauss v proizvodnih obratih preverja delovne pogoje. Del programa so tudi neodvisne zunanje revizije. Leta 2013 je podjetje postalo partner z oznako bluesign® in podpira pobudo Cotton made in Africa.

## Sponzorstvo
Že vrsto let podjetje prevzema nevtralno držo na različnih družbenih področjih. Od leta 2010 je engelbert strauss oglaševalski partner nemške nogometne reprezentance ter partner pokala avstrijske nogometne zveze. Leta 2012 je podjetje engelbert strauss postalo uradni partner pokala nemške nogometne zveze in oglaševalski partner avstrijske nogometne reprezentance. Od leta 2014 je podjetje sponzor evropskega prvenstva v rokometu in je tudi predstavitveni partner hokejske lige prvakov. Leta 2015 je bilo podjetje engelbert strauss pokrovitelj švicarske Superlige.
engelbert strauss od leta 2005 dobavlja delovna oblačila, ki jih v nemški televizijski oddaji Ljubo doma, kdor ga ima (Zuhause im Glück) nosi skupina mojstrov.
Podjetje je bilo od leta 2012 do leta 2014 tudi predstavitveni partner novoletne skakalne turneje in od leta 2012 do leta 2013 pokrovitelj svetovnega prvenstva Super bike Mednarodne motociklistične zveze.

## Povezave
- Engelbert Strauss, Nemčija
- Engelbert Strauss Avstrija
- Engelbert Strauss Švica

## Posameznih dokazov
1. 1 2  . ISSN 0174-4909. {{navedi knjigo}}: Manjkajoč ali prazen |title= (pomoč)
2. ↑  »engelbert strauss Auszeichnung als „Top Nationaler Arbeitgeber 2017"« (v nemščini). Pridobljeno 16. marca 2017. Arhivirano 2017-03-16 na Wayback Machine.
3. ↑  »Beliebtestes Familienunternehmen access-date=2017-04-10«. Arhivirano iz prvotnega spletišča dne 16. marca 2017. Pridobljeno 9. novembra 2023. {{navedi novice}}: Manjkajoča navpičnica v: |title= (pomoč)
4. ↑  LOGISTIK HEUTE-Redaktion. »Preis: BLG und Engelbert Strauss abermals ausgezeichnet« (v nemščini). Pridobljeno 16. marca 2017.
5. ↑  »Herzlich Willkommen bei engelbert strauss« (v nemščini). Pridobljeno 16. marca 2017.
6. ↑  »Herzlich Willkommen bei engelbert strauss«. Pridobljeno 16. marca 2017.